# Scoparia similis
Scoparia similis là một loài bướm đêm trong họ Crambidae.